# Hypericum holtonii
Hypericum holtonii är en johannesörtsväxtart som beskrevs av Henry Allan Gleason. Hypericum holtonii ingår i släktet johannesörter, och familjen johannesörtsväxter. Inga underarter finns listade i Catalogue of Life.